# Ватлінген
Ватлінген (нім. Wathlingen) — громада в Німеччині, розташована в землі Нижня Саксонія. Входить до складу району Целле. Центр об'єднання громад Ватлінген.
Площа — 17,68 км2. Населення становить 6306 ос. (станом на 31 грудня 2021).

## Галерея

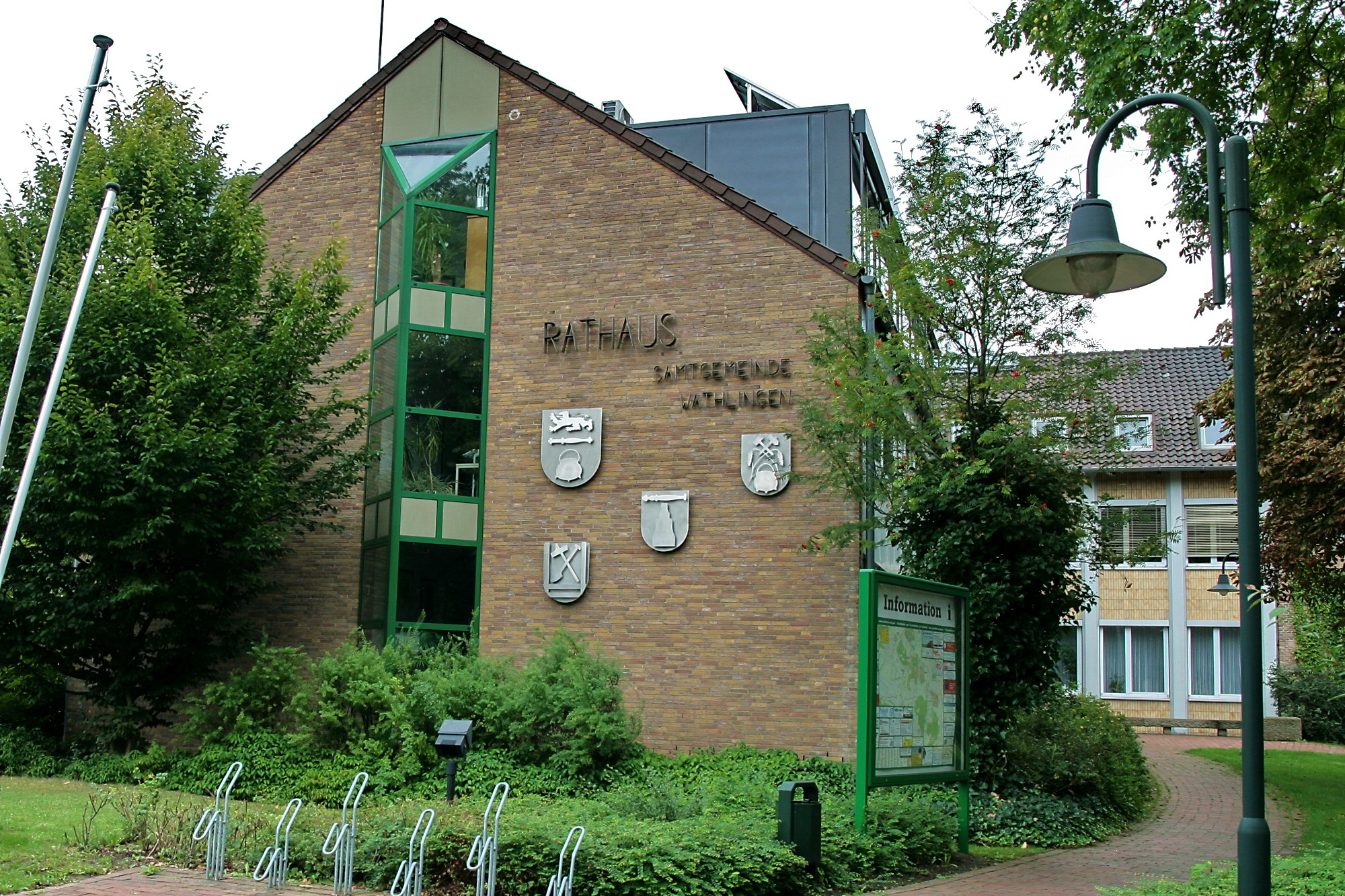
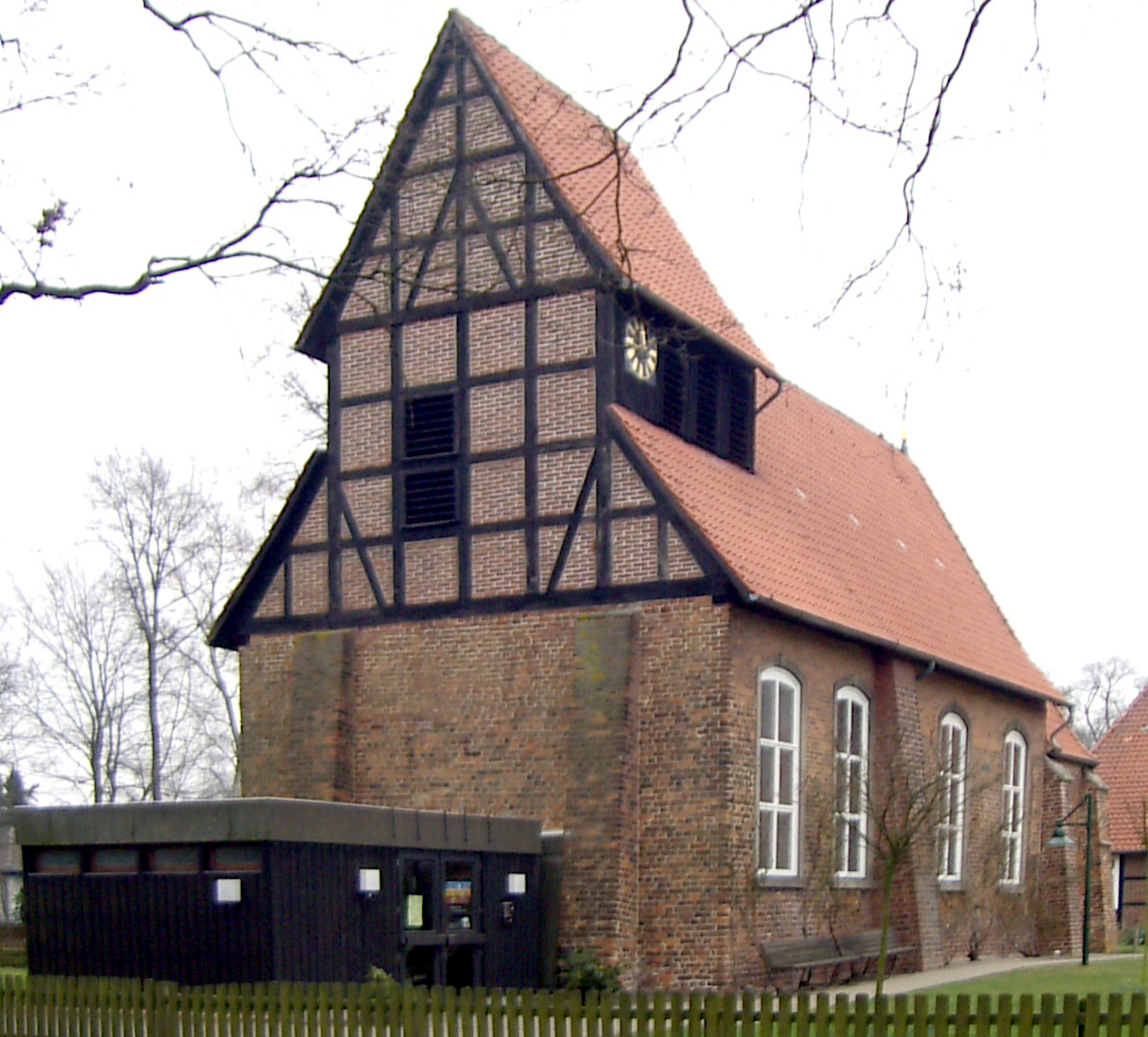
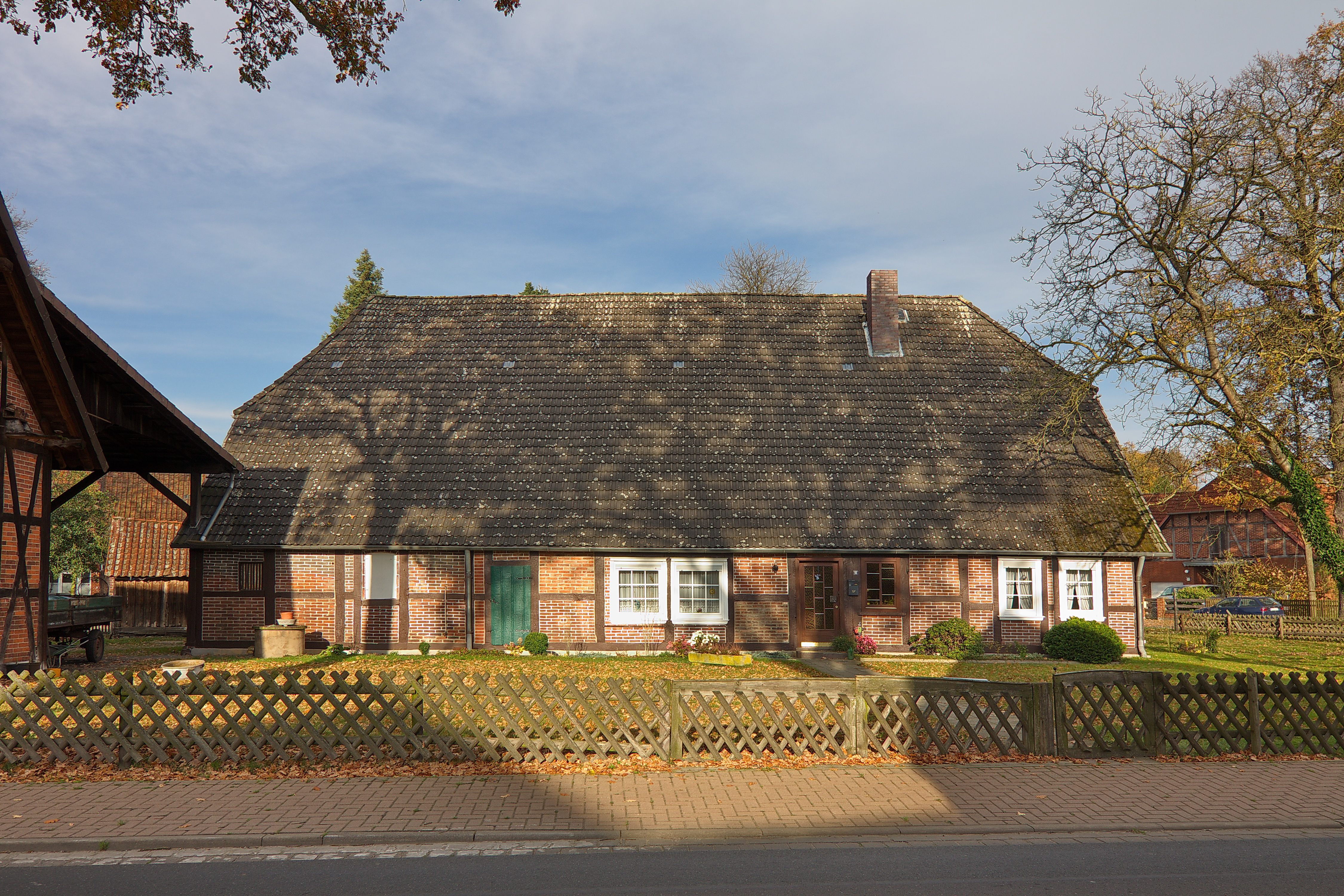